# All 'N All
All 'N All è l'ottavo album in studio degli Earth, Wind & Fire, pubblicato nel 1977 dalla Columbia Records. Oltre ad essere uno degli album più noti del gruppo, All 'N All vendette tre milioni di copie negli Stati Uniti, 50.000 in Canada e 60.000 in Inghilterra.
All 'N All raggiunse le prime posizioni delle classifiche Billboard 200 e Top R&B/Hip-Hop Albums mantenendole per nove settimane. All 'N All fu inoltre l'album di musica R&B più venduto durante il 1978. Alcuni dei brani di maggior successo dell'album sono "I'll Write A Song For You", "Serpentine Fire", "Love's Holiday", e "Fantasy".
L'album venne ristampato una prima volta nel 1999, ed una seconda nel 2002.

## Tracce
Tutte le tracce sono state composte dagli Earth Wind & Fire, eccetto dove indicato.
Lato A
1. Serpentine Fire – 3:50
2. Fantasy – 4:37
3. In the Marketplace (Interlude) – 0:43
4. Jupiter – 3:11
5. Love's Holiday – 4:23
6. Brazilian Rhyme (Beijo) – 1:20 (composta da Toninho Horta)

Durata totale: 18:04
Lato B
1. I'll Write a Song For You – 5:23
2. Magic Mind – 3:38
3. Runnin – 5:50
4. Brazilian Rhyme (Ponta de Areia) – 0:53 (composta da Milton Nascimento)
5. Be Ever Wonderful – 5:08

Durata totale: 20:52

## Formazione
- Dorothy Ashby – arpa
- Phil Ayling – batteria
- Philip Bailey – percussioni, conga, voce
- Blanche Belnick – violino
- Roger Bobo – tuba
- George Bohannon – trombone
- Oscar Brashear – tromba
- Garnett Brown – trombone
- Ronald Clark – violino
- Ronald Cooper – violoncello
- Paulinho Da Costa – percussioni
- Eduardo del Barrio – pianoforte
- David Duke – corno francese
- Larry Dunn – sintetizzatore, pianoforte, tastiere, sintetizzatore Moog, sintetizzatore oberheim
- Chuck Findley – tromba
- Norman Forrest – viola
- Harris Goldman – violino
- Jack Gootkin – violino
- Janice Gower – violino, Konzertmeister
- Johnny Graham – chitarra
- Terry Harrington – flauto
- Michael Harris – tromba
- Ruth Henry – violino
- Fred Jackson, Jr. – flauto
- Ralph Johnson – percussioni, batteria
- Jan Kelly – violoncello
- Richard Klein – corno francese
- Renita Koven – viola
- Betty LaMagna – violino
- Carl LaMagna – violino
- Mary D. Lindquist – violin
- Linda Lipsett – viola
- Art Macnow – direttore musicale
- Steve Madaio – tromba
- James M. McGee – corno francese
- Al McKay – chitarra, percussioni
- Abe Most – flauto
- Don Myrick – sassofono, sassofono contralto, sassofono baritono, sassofono baritono
- Susan Ranney – basso
- Alan Robinson – corno francese
- Gale Robinson – corno francese
- Marilyn Robinson – corno francese
- Meyer Rubin – basso
- Richard Salvato – direttore musicale
- Sheldon Sanov – violino
- Louis Satterfield – trombone
- Skip Scarborough – percussioni, pianoforte
- Haim Shtrum – violino
- Daniel Smith – violoncello
- Barry Socher – violino
- Lya Stern – violino
- David Stockhammer – violino
- Barbara Thomason – viola
- Marcia Van Dyke – violino
- Fred White – percussioni, batteria
- Maurice White – batteria, voce, kalimba,
- Verdine White – basso, voce
- Mark Wilder – mastering
- Andrew Woolfolk – sassofono tenore, aerofoni